# Paracaloptenus
A Paracaloptenus a sáskafélék rendszertani családjának egyik neme. Az ide tartozó fajok Dél-Európában (a Pireneusok vidékén és a Balkánon) élnek.

## Fajok
A genusba 3 faj tartozik. Magyarországon a védett ál-olaszsáska képviseli.
1. Paracaloptenus bolivari Uvarov, 1942
2. Paracaloptenus caloptenoides (Brunner von Wattenwyl, 1861) - ál-olaszsáska
  1. P.  caloptenoides brunneri (Stål, 1876) alfaj
  2. P.  caloptenoides caloptenoides (Brunner von Wattenwyl, 1861) alfaj
  3. P.  caloptenoides moreanus Willemse, 1973 alfaj
3. Paracaloptenus cristatus Willemse, 1973